# Pareuxoa blanchardi
Pareuxoa blanchardi är en fjärilsart som beskrevs av Köhler 1945. Pareuxoa blanchardi ingår i släktet Pareuxoa och familjen nattflyn. Inga underarter finns listade i Catalogue of Life.